# Histoire des missions adventistes
L’histoire des missions adventistes s’est déroulée dans le contexte du grand mouvement missionnaire protestant du XIXe siècle. L'Église adventiste du septième jour se joignit au mouvement au cours des années 1870. Ses efforts culminèrent durant les trois premières décennies du XXe siècle. Le nombre de missionnaires à plein temps diminua durant la seconde moitié du XXe siècle mais d'autres formes de mission se développèrent.

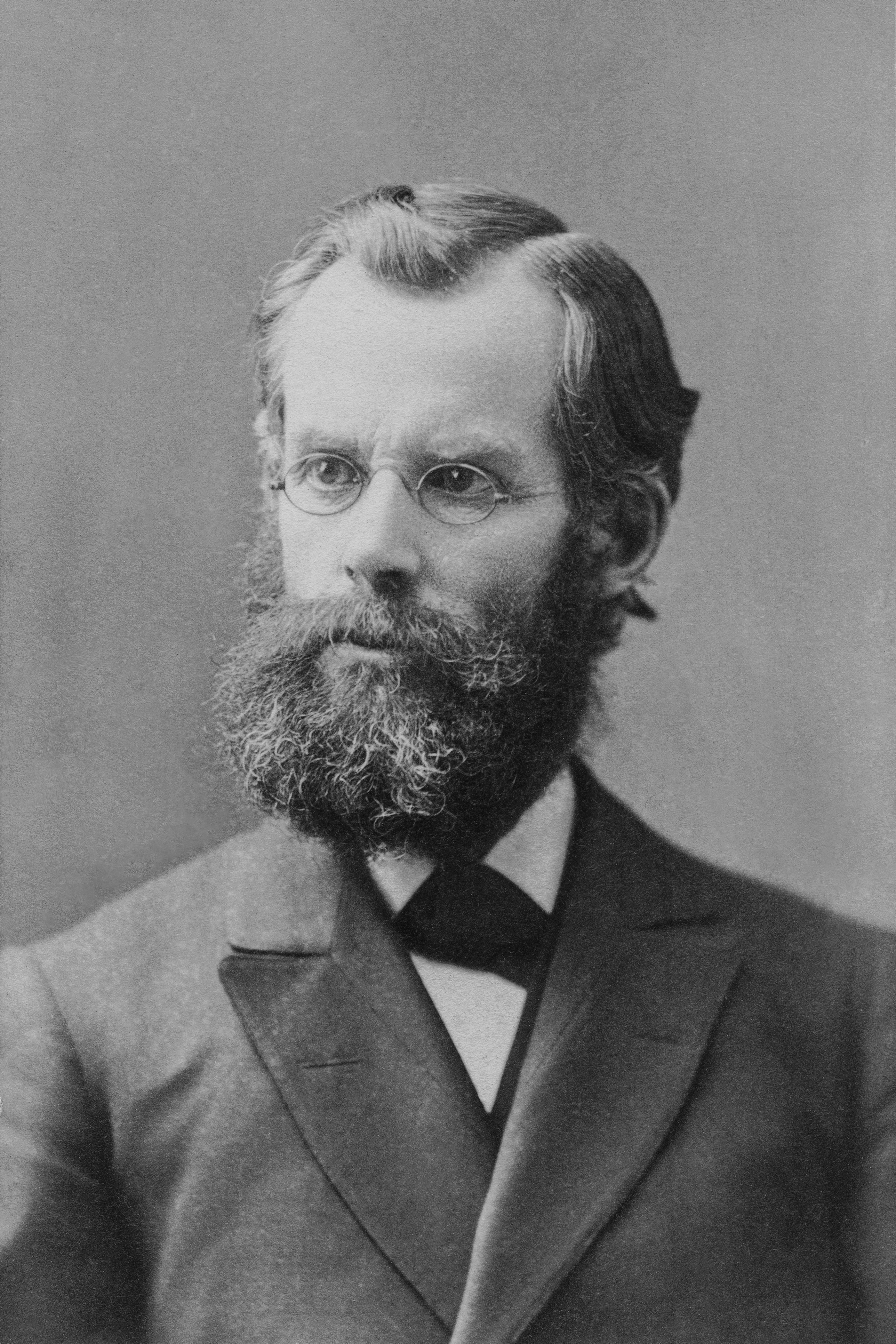
John N. Andrews, premier missionnaire adventiste officiel

## Théologie de la mission
La mission est à l'origine directe de l'Église adventiste du septième jour. Dès sa fondation officielle en 1860, elle présenta la mission d'annoncer le retour du Christ, de révéler la grandeur de l'amour de Dieu et de servir l'humanité comme la raison d'être de son existence.

### Argumentation biblique
Une série de textes bibliques a particulièrement retenu l'attention des millérites et des adventistes du septième jour :
- Jésus, le seul moyen de salut - « Le salut ne se trouve en aucun autre, car il n’y a sous le ciel aucun autre nom donné parmi les humains par lequel nous devions être sauvés. » (Actes 4:12)
- Nécessité de présenter cette nouvelle - « Tous ceux qui feront appel au Seigneur seront sauvés. Mais comment feront-ils appel à lui s’ils n’ont pas cru en lui ? Et comment croiront-ils en lui s’ils n’ont pas entendu ? Et comment entendront-ils s’il n’y a personne pour le leur annoncer ? » (Romains 10:13-14)
- La grande commission - « Allez donc dans le monde entier, faites des disciples parmi tous les peuples, baptisez-les au nom du Père, du Fils et du Saint-Esprit et apprenez-leur à obéir à tout ce que je vous ai prescrit. » (Matthieu 28:19)
- Connaissance mondiale de la nouvelle - « Cette Bonne Nouvelle du règne de Dieu sera proclamée dans le monde entier pour que tous les peuples en entendent le témoignage. Alors seulement viendra la fin. » (Matthieu 24:14)
- Dernier message à l'humanité - « Je vis un autre ange qui volait au milieu du ciel ; il avait une bonne nouvelle éternelle à annoncer aux habitants de la terre, à toute nation, tribu, langue et peuple. Il disait d’une voix forte : Craignez Dieu et donnez-lui gloire, car l’heure de son jugement est venue, et adorez celui qui a fait le ciel, la terre, la mer et les sources d’eaux. » (Apocalypse 14:6)
- Certitude de la promesse - « Sachez tout d'abord que, dans les derniers jours, des moqueurs viendront, qui vivront au gré de leurs propres désirs. Ils tourneront votre foi en ridicule en disant : "Eh bien, il a promis de venir, mais c'est pour quand ? Nos ancêtres sont morts et depuis que le monde est monde, rien n'a changé"… Le Seigneur n’est pas en retard dans l’accomplissement de sa promesse, comme certains se l’imaginent, il fait simplement preuve de patience à votre égard, car il ne veut pas qu’un seul périsse. Il voudrait au contraire que tous parviennent à se convertir. » (2 Pierre 3:3-4, 9)

### Coopération chrétienne
Les adventistes enseignent que la grande commission est la mission de tous les chrétiens. À ce titre, ils encouragent, financent et participent aux efforts des sociétés bibliques qui traduisent et diffusent la Bible dans le monde entier. Dans la francophonie, plusieurs théologiens adventistes ont été membres ou consultants du comité de rédaction de la Nouvelle Bible Segond (NBS) : Jean-Claude Verrecchia, Richard Lehmann, Rolland Meyer et Bernard Sauvagnat.
Selon les adventistes, la grande commission inclut un mode de vie holistique qui touche toutes les dimensions et les besoins de l'être humain : physiques, mentaux, sociaux et spirituels. Aussi, ils approuvent et collaborent avec les communautés chrétiennes et les religions du monde qui s'impliquent dans l'aide humanitaire, la défense de la liberté religieuse, la protection de l'environnement, la santé publique, la médecine préventive, la lutte contre la pauvreté, le racisme, l'analphabétisme et l'illettrisme, le respect des droits des femmes et des enfants. Jan Paulsen, le président de la Conférence générale de 1999 à 2010, a encouragé les adventistes à améliorer la qualité de la vie holistique dans toutes les communautés.

## Histoire
L'histoire des missions adventistes doit être vue dans le contexte plus large des missions protestantes du XIXe siècle. Dwight Moody et John Mott incitèrent des milliers de jeunes protestants à répandre la bonne nouvelle du salut et à évangéliser « le monde entier en cette génération », un slogan repris par « les missionnaires volontaires », les sociétés de jeunesse adventistes d'alors. Les adventistes du septième jour avaient aussi une deuxième raison de se joindre à ce mouvement. Ils voulaient faire savoir au monde entier que Jésus-Christ reviendra en gloire et majesté.

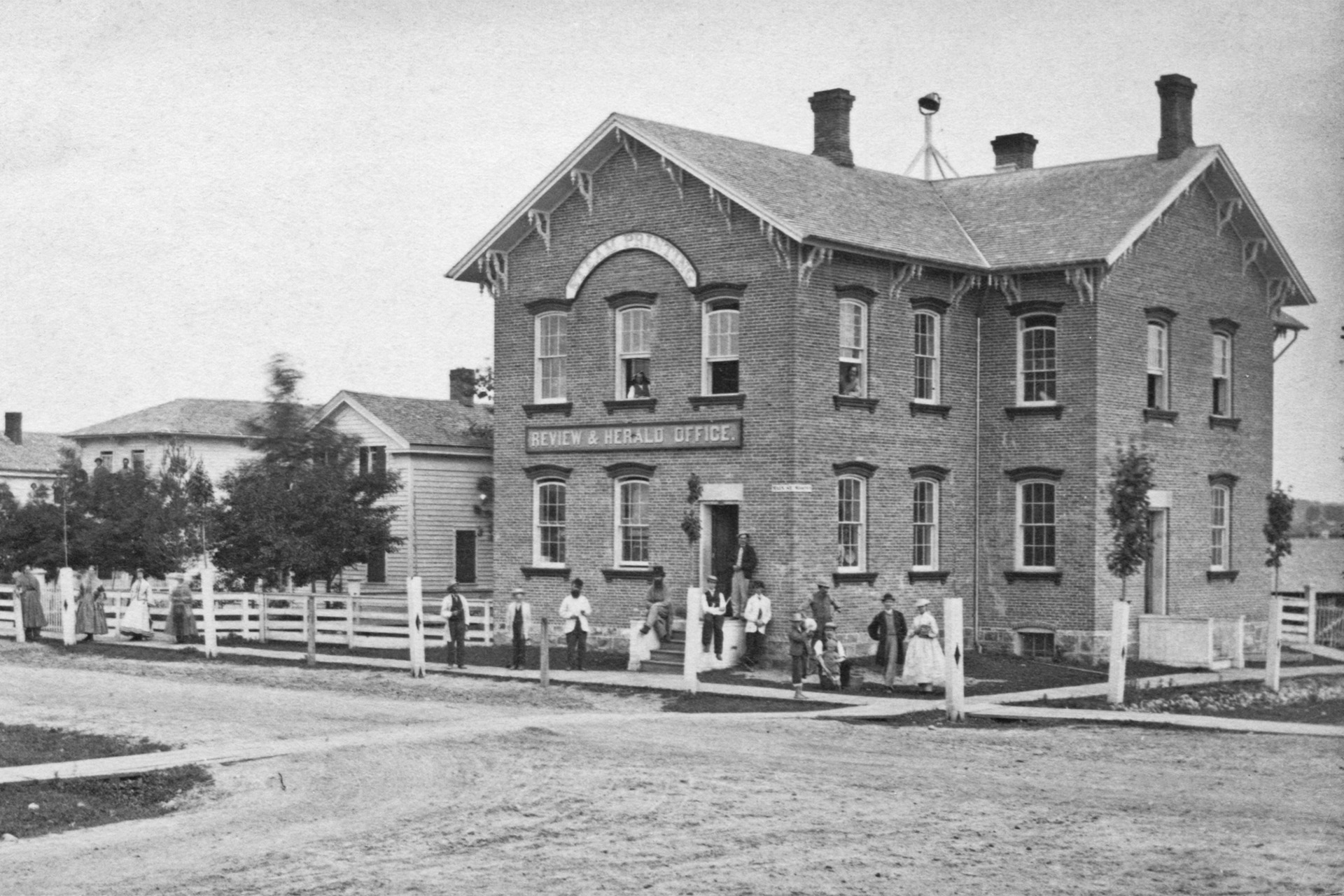
Imprimerie adventiste Review and Herald, Battle Creek, Michigan, 1868.

### Vision sur la mission
Selon les adventistes, le 18 novembre 1848, dans la maison d'Otis Nichols à Dorchester dans le Massachusetts, en la présence de James White, de Joseph Bates et de quelques autres personnes, Ellen White vit en vision des jets de lumière qui firent le tour du monde. Après la vision, elle dit à son mari : « J'ai un message pour toi. Tu dois imprimer un petit journal et l'envoyer aux gens. Il sera petit au début mais les gens le liront. Ils t'enverront l'argent pour l'imprimer et il sera une réussite dès le départ. Il m'a été montrée que de ce petit commencement des jets de lumière feront le tour du monde. ». Suivant son conseil, James White fonda en 1849 la revue, Advent Review and Sabbath Herald (La revue de la venue et le héraut du sabbat).
Pour la première fois de leur histoire, les adventistes eurent un aperçu de leur mission. Mais étant un groupe insignifiant à l'époque, peu comprirent ce qu'Ellen White voulait dire. Leur conception était étriquée. À l'instar de William Miller, ils pensaient que l’annonce du retour du Christ devait simplement être proclamée à des représentants des peuples de la terre. Les États-Unis étaient un melting pot, un pays d'accueil pour des gens de tous les horizons du monde. Par conséquent, les adventistes ne virent pas la nécessité d'envoyer des missionnaires hors de ce territoire. Au départ, ils destinèrent leur revue seulement aux millérites. En 1851, Joseph Bates et Hiram Edson gagnèrent à leur cause des millérites de l'Ontario au Canada, mais à part cela, les adventistes se cantonnèrent aux États-Unis. En 1859, l'évangéliste Merritt Kellogg se rendit en Californie, étendant la proclamation du retour du Christ de l'Est à l'Ouest du pays. Un évangéliste (à ne pas confondre avec un évangélique) est un prédicateur professionnel qui annonce à plein temps l'évangile ("la bonne nouvelle" du salut).

### Premières missions
En 1864, un ancien prêtre polonais, Michal Czechowski, immigré aux États-Unis, proposa à la direction adventiste de l'envoyer comme missionnaire en Europe. En raison de leur refus, il persuada une autre dénomination adventiste, les chrétiens de l'avènement, de financer sa mission. Czechowski fonda à Torre Pellice en Italie, la première communauté adventiste d'Europe. Il œuvra aussi en Suisse, en Prusse, en Hongrie et en Roumanie.
En 1867, les dirigeants adventistes furent surpris de découvrir l'existence d'une congrégation adventiste du septième jour à Tramelan en Suisse quand celle-ci entra en contact avec eux par courrier. James White comprit immédiatement l'importance de s'ouvrir à l'idée d'une proclamation mondiale du retour du Christ. Afin de lancer et soutenir les initiatives missionnaires, il incita les adventistes à adopter plusieurs dispositions qui s'avérèrent décisives pour leur mission :
- En 1868, la " société missionnaire vigilante ", la première société missionnaire adventiste, fut créée dans le Massachusetts. Cette organisation composée de femmes envoyait des revues et des brochures dans d'autres pays. Sa directrice, Maria Huntley, une jeune femme de 23 ans, apprit le français et s'occupa de la correspondance dans cette langue. Conquis par l'idée, James White encouragea la création de  sociétés similaires dans chaque congrégation locale[11].
- En 1869, James White devint le premier président de " la société missionnaire adventiste du septième jour ", chargée de planifier, de coordonner et de financer les initiatives missionnaires des adventistes.
- En 1876, Dudley Canright conclut que le système de la dîme (Malachie 3:8-11) était le plan de Dieu pour soutenir la mission de l'Église. Les adventistes adoptèrent sa proposition. Cette disposition importante permit de financer des missionnaires[12].
- En 1878, le Canadien George King devint le premier colporteur professionnel adventiste, en vendant des livres produits par les auteurs adventistes sur la santé, la vie familiale, l'éducation des enfants et les enseignements de la Bible. Voyant son intérêt, James et Ellen White encouragèrent cette activité[13].

En avril 1874, Ellen White rapporta qu'elle eut un rêve prophétique impressionnant : " le message prendra de la puissance dans tous les coins du monde, en Oregon, en Europe, en Australie, dans les îles, dans toutes les nations, les langues et les peuples ". Elle déclara aux adventistes que la mission était beaucoup plus vaste qu'ils n'imaginaient. Ils devaient répandre le message du retour du Christ dans le monde entier.
Suivant son conseil, les dirigeants adventistes envoyèrent John N. Andrews en Europe en septembre 1874. Celui-ci devint ainsi le premier missionnaire adventiste officiel. Il s'établit à Neuchâtel, puis à Bâle en Suisse. Il fonda une imprimerie et la revue francophone, Les signes des temps (1876). Peu après, quelques européens qui devinrent adventistes aux États-Unis, ou qui étudièrent la théologie à Battle Creek College dans le Michigan, retournèrent en Europe.
- 1876 - le pasteur suisse James Erzenberger baptisa les premiers adventistes en Allemagne de l'Ouest[17].
- 1876 - arrivé en Europe pour seconder John Andrews, le pasteur canadien francophone Daniel Bourdeau convertit six personnes à Ban de la Roche en Alsace (alors un territoire allemand). Il établit la première congrégation adventiste à Valence en France avec 17 fidèles[18].
- 1877 - le pasteur danois John Matteson, immigré aux États-Unis, se rendit au Danemark et en Norvège[19].
- 1878 - Williams Ings, un Anglais qui vécut aux États-Unis depuis son enfance, alla prêcher au Royaume-Uni. À la demande de James White, l'évangéliste John Loughborough le rejoignit pour y tenir des réunions publiques.
- 1878 - William Hunt, un mineur du Nevada, se rendit en Afrique du Sud où il partagea sa foi[20].
- 1880 - John Matteson se rendit en Suède[21].

### Sur tous les continents
En 1889-1890, Stephen Haskell, assisté de Percy Morgan, circula à travers le globe et prit note des possibilités et des défis que les adventistes devaient affronter pour remplir leur mission. Les récits pittoresques de Morgan dans la revue, The Youth's Instructor (Le guide de la jeunesse), captiva l'intérêt de centaines d'adventistes. Durant les années 1880 et 1890, des missionnaires et des professionnels en tout genre, agriculteurs, colporteurs, médecins, infirmières, instituteurs, se rendirent dans de nombreux territoires. Un grand nombre d'entre eux étaient des travailleurs indépendants, non salariés de l'Église adventiste. Des immigrés aux États-Unis, ou des adventistes d'autres pays, envoyaient aussi de la littérature adventiste à des parents et à des amis dans diverses contrées. En 1894, Edson White et Will Palmer démarrèrent l'évangélisation des afro-américains du Sud des États-Unis, longeant les rives du Mississippi sur le bateau, "The Morning Star".
Premiers adventistes à évangéliser un territoire :
| - 1880 - les Allemands Gerhardt Perk et Louis Conradi en Russie. - 1883 - Abram La Rue aux Philippines. - 1885 - Stephen Haskell, John Corliss et William Arnold en Australie. - 1885 - le Français Claude Dessignet au Chili. - 1885 - la Hondurienne Gauterau, qui devint adventiste en Californie, retourna au Honduras. - 1886 - Arthur Daniells en Nouvelle-Zélande. - 1887 - Abram La Rue à Hong Kong, en Chine. De cette base, pendant 14 ans, il se rendit à Java, au Japon, à Ceylan, à Bornéo, à Shanghai, au Sarawak et à Singapour. - 1888 - l'antiguaise A. Roskrugg, qui devint adventiste en Angleterre, retourna à Antigua-et-Barbuda. - 1888 - un adventiste à la Grenade. - 1889 - William Arnold à la Barbade. - 1889 - le Barbadien James Braitwaite, le premier colporteur de l’Inter-Amérique, au Guyana. - 1890 - George Riffel et quatre familles allemandes en Argentine. - 1890 - Olaf Johnson en Finlande. - 1890 - John Tay à Pitcairn. - 1891 - trois colporteurs en Uruguay. - 1891 - Read dans l'archipel de la Société. | - 1891 - l'italien S. Marchisio au Mexique. - 1891 - William Arnold à Trinité-et-Tobago. - 1893 - Georgia Burrus et May Taylor en Inde. - 1893 - trois colporteurs au Brésil. - 1893 - deux infirmières au Ghana. - 1895 - E.S. Butz à Tonga. - 1895 - des adventistes aux îles Samoa. - 1896 - le Canadien John Fulton aux Fidji. - 1895 - J.D. Rice et J.E. Caldwell aux Îles Cook. - 1897 - le Suisse Charles Ausberger en Belgique. - 1898 - des adventistes en Bulgarie. - 1898 - adventistes chiliens au Pérou. - 1898 - E.W. Sydner au Paraguay. - 1900 - R.W. Munson à Sumatra. - 1900 - H.B. Meyers à Singapour. - 1901 - J.P. Lorenz en Tchécoslovaquie. |

### Mission mondiale
Afin de s'adapter au développement croissant des missions adventistes, les dirigeants adventistes restructurèrent " la société missionnaire adventiste ". En 1889, elle devint le comité de la mission étrangère. Puis en 1901, lors de la grande réorganisation de l'Église adventiste, le travail de ce comité fut confié au comité exécutif de la Conférence générale pour mettre fin à la confusion de travailler avec trois associations adventistes qui envoyaient séparément des missionnaires. 
Dans un sens, les années 1900-1930 furent l'âge d'or des missions adventistes. Durant cette période, les présidents de la Conférence générale, Arthur Daniells (de 1901 à 1922) et William Spicer (de 1922 à 1930), travaillèrent dur pour envoyer le maximum de missionnaires dans le monde entier. Daniells considéra de laisser les membres adventistes annoncer le message du retour du Christ en Amérique du Nord et d'envoyer les pasteurs adventistes dans les territoires où des millions de personnes n'avaient jamais entendu parler de Jésus. En 1900, 68 % des pasteurs adventistes résidaient en Amérique du Nord. Trente ans plus tard, la situation avait radicalement changée : 77 % d'entre eux se trouvaient hors de ce territoire. En 1930, les adventistes avaient 270 missions établies à travers le monde.
Arthur Daniells avait la conviction que des territoires comme l'Angleterre, l'Allemagne ou l'Australie devaient servir de bases pour soutenir et envoyer des missionnaires. Aussi, les  Allemands, bien dirigés par Louis Conradi et très missionnaires, évangélisèrent l'Afrique de l'Est, les Pays-Bas, l'Autriche, la Tchécoslovaquie, la Pologne, la Russie et le Brésil, notamment par des colporteurs. Les Australiens et les Néo-Zélandais sillonnèrent les archipels de l'Océanie du sud-ouest. Les sud-africains se dispersèrent en Afrique noire. Au fil des années, la répartition des missionnaires adventistes refléta souvent la situation géopolitique et linguistique des empires coloniaux. En Afrique par exemple, les européens francophones évangélisèrent les colonies françaises et belges. Les Américains et les Anglais œuvrèrent dans les territoires britanniques. Les hollandais furent actifs dans les colonies néerlandaises de l'Indonésie, du Suriname et des Antilles hollandaises.
Les missions adventistes se heurtèrent parfois à des défis inattendus. Rien qu'en Inde ou en Papouasie-Nouvelle-Guinée, des milliers de langues étaient parlées. Si pour communiquer avec les populations d'Europe de l'Est, les missionnaires durent apprendre l'alphabet cyrillique, la complexité de l'écriture arabe ou l'apprentissage des milliers de caractères chinois s'avérèrent bien plus difficiles. D'un autre côté, des tribus africaines ou océaniennes n'avaient pas de langues écrites, ou il fallait leur apprendre à lire afin qu'elles puissent lire la Bible.

#### Mission en Afrique
L'immense continent africain (aussi grand que l'Europe, les États-Unis, la Chine et l'Inde combinés) constitua un défi particulièrement relevé pour les missionnaires à cause des grandes distances, des moyens primitifs de transport, de la grande diversité climatique, du grand nombre de langues et de personnes illettrées, et d'une variété de maladies mortelles. Durant les années 1870, quelques Italiens en Égypte devinrent adventistes mais c'est en Afrique du Sud que l'adventisme prit vraiment son envol sur le continent. Les premiers adventistes sud-africains furent des Anglais et des afrikaners. En 1901, Solusi en Rhodésie du Sud devint la « mission mère » des Africains indigènes grâce aux efforts de F.G. Armitage, puis de W.H. Anderson. Ce dernier consacra 50 ans de sa vie à établir des stations missionnaires en Zambie, au Nyasaland (le Malawi), parmi les Bechuanas au Botswana, et en Angola. D'autres missionnaires, allemands, scandinaves, anglais, sud-africains et américains, luttèrent contre le paludisme et la maladie du sommeil pour annoncer l'évangile au Liberia, au Nigeria, au Kenya et en Ouganda. Ils établirent des cliniques, des léproseries, des écoles et des petites imprimeries.

#### Mission en Amérique latine et dans les Caraïbes
En Amérique latine, les premiers convertis adventistes furent des immigrés allemands et français en Argentine, au Brésil et au Chili, et des immigrés anglais au Belize. Des étudiants et des colporteurs vendaient des revues et des livres au public. À partir de 1909, le couple de médecins, Ferdinand et Ana Stahl, fut le premier à convertir en grand nombre des amérindiens en Bolivie et au Pérou. Avec leurs associés, ils échappèrent à de nombreuses tentatives d'assassinat. Dans ces jungles, les dangers furent constants avec des attaques de tribus amérindiennes, les serpents venimeux, les animaux sauvages et les maladies transmises par les insectes. Dans les îles des Caraïbes, et dans une moindre mesure dans les petites républiques d'Amérique centrale, des colporteurs disséminèrent de la littérature adventiste, puis des évangélistes itinérants vinrent présenter des conférences publiques. 
Le Guyanien britannique Philip Giddings, le premier pasteur indigène de l'Inter-Amérique, démarra l'évangélisation de la Guadeloupe en 1914 et de la Martinique en 1919. En 1945, l'anglais Robert Colthurst arriva en Guyane française, le dernier pays en Inter-Amérique à être atteint par les adventistes. Deux ans plus tard, le martiniquais Aimé Linzau prit la relève. 
Dans les Caraïbes, le flux de missionnaires alla dans les deux sens. À la demande de la Conférence générale, des pasteurs antillais vinrent aux États-Unis suppléer à la quasi-absence de pasteurs des congrégations noires. Ils rencontrèrent un grand succès, notamment le jamaïcain Joseph Humphrey à New York, et l'évangéliste antiguais George Peters, qui baptisa des milliers de personnes.

#### Mission en Océanie
Dans le Pacifique Sud, les missionnaires confrontèrent une multitude de dangers. De nombreuses tribus des Nouvelles-Hébrides, des îles Salomon et de Papouasie-Nouvelle-Guinée, étaient des chasseurs de têtes et des cannibales. De nombreuses coutumes indigènes, comme les guerres tribales, l'adoration des esprits, la polygamie et l'infanticide, constituaient d'énormes obstacles à l'acceptation de l'évangile. Visiter ces milliers de petites îles séparées par des kilomètres de récifs coralliens et une mer agitée était un défi. Dans les grandes îles, la communication n'était guère plus facile avec les montagnes fortement inclinées et les jungles denses. À cela s'ajoutait les serpents et la malaria qui tua plusieurs missionnaires. C.H. Parker fut principalement celui qui évangélisa les Nouvelles-Hébrides et Fidji. Andrew et Jean Steward (qui œuvrèrent pendant 50 ans en Océanie) le remplacèrent dans ces deux territoires.

#### Mission dans d'autres parties du monde
Malgré les efforts des missionnaires, peu de conversions se produisirent dans les territoires aux milieux culturels très marqués par rapport au christianisme. En Afrique du Nord et au Moyen-Orient, les quelques convertis furent principalement des immigrés ou des chrétiens comme les Arméniens et les coptes d'Égypte. L'Indien L.G. Mookerjee rencontra du succès dans une région de l'Inde, appelée aujourd'hui le Bangladesh, mais ailleurs le nombre d'adventistes demeura modeste. En Chine et au Japon, les indigènes associèrent le christianisme au colonialisme occidental. En Corée, les missionnaires répandirent les doctrines adventistes, mais l'annexion du pays par le Japon en 1910, freina cette proclamation.

### Internationalisation
À l'assemblée de la Conférence générale de 1926, on vota la résolution de confier des responsabilités aux indigènes partout à travers le monde à chaque niveau administratif de l'Église adventiste, mais ce ne fut pas avant la Seconde Guerre mondiale (1939-1946) et la période de décolonisation qui suivit que cette disposition entra réellement en vigueur. Dans les années 1940, l'Inde et l'Indonésie devinrent indépendantes, et à partir des années 1950, les pays d'Afrique et des Caraïbes prirent la même orientation. Au cours de sa carrière, Robert Pierson fut président de plusieurs Divisions : Interaméricaine, Extrême-Orient et Trans-africaine. Il reconnut l'urgent besoin de placer des dirigeants indigènes aux postes de responsabilité. Il joua un rôle majeur en incitant les adventistes à indigéniser la direction.
Durant la seconde moitié du XXe siècle, le nombre de missionnaires adventistes diminua relativement. Les missions adventistes s'indigénisèrent de plus en plus, et se développèrent sous d'autres formes :
- Les missions de courte durée - Certaines organisations adventistes se sont spécialisées dans les missions à court terme de quelques semaines ou quelques mois. Ces missions se focalisent sur des projets très précis qui font souvent appel à des bénévoles : constructions, secours humanitaire, programmes d'évangélisation, vaccinations, nettoyage de l'environnement, etc.
- Les étudiants missionnaires - Certaines organisations adventistes permettent à des étudiants d'acquérir une expérience missionnaire durant les vacances d'été ou de travailler pendant une année dans des écoles, des hôpitaux, des offices de l'agence humanitaire ADRA ou des administrations adventistes.
- Les " faiseurs de tente " - Certaines organisations adventistes forment et soutiennent des personnes qui dans le cadre de leur profession vont travailler dans les territoires où il y a peu de chrétiens afin de témoigner de leur foi[45].
- Les pionniers globaux - Des équipes de volontaires consacrent une année à annoncer l'évangile dans des territoires ou parmi des groupes de gens non évangélisés[46].

#### Statistiques des missions adventistes[47]
|      | Unions | Fédérations et missions | Institutions médicales, d'éducation, etc. | Périodiques | Publiés en nombre de langues | Membres adventistes |
| ---- | ------ | ----------------------- | ----------------------------------------- | ----------- | ---------------------------- | ------------------- |
| 1860 |        |                         |                                           | 2           | 1                            | 3000                |
| 1880 |        | 32                      | 5                                         | 10          | 7                            | 15 570              |
| 1900 | 2      | 97                      | 58                                        | 96          | 39                           | 75 767              |
| 1920 | 46     | 301                     | 1111                                      | 144         | 99                           | 185 450             |
| 1940 | 69     | 330                     | 2747                                      | 329         | 202                          | 504 752             |
| 1960 | 74     | 356                     | 5140                                      | 293         | 228                          | 1 245 125           |
| 1980 | 81     | 376                     | 5214                                      | Non précisé | 182                          | 3 480 055           |
| 2000 | 92     | 489                     | 6626                                      | Non précisé | 327                          | 11 687 239          |
| 2008 | 112    | 572                     | 8454                                      | Non précisé | 369                          | 15 921 408          |

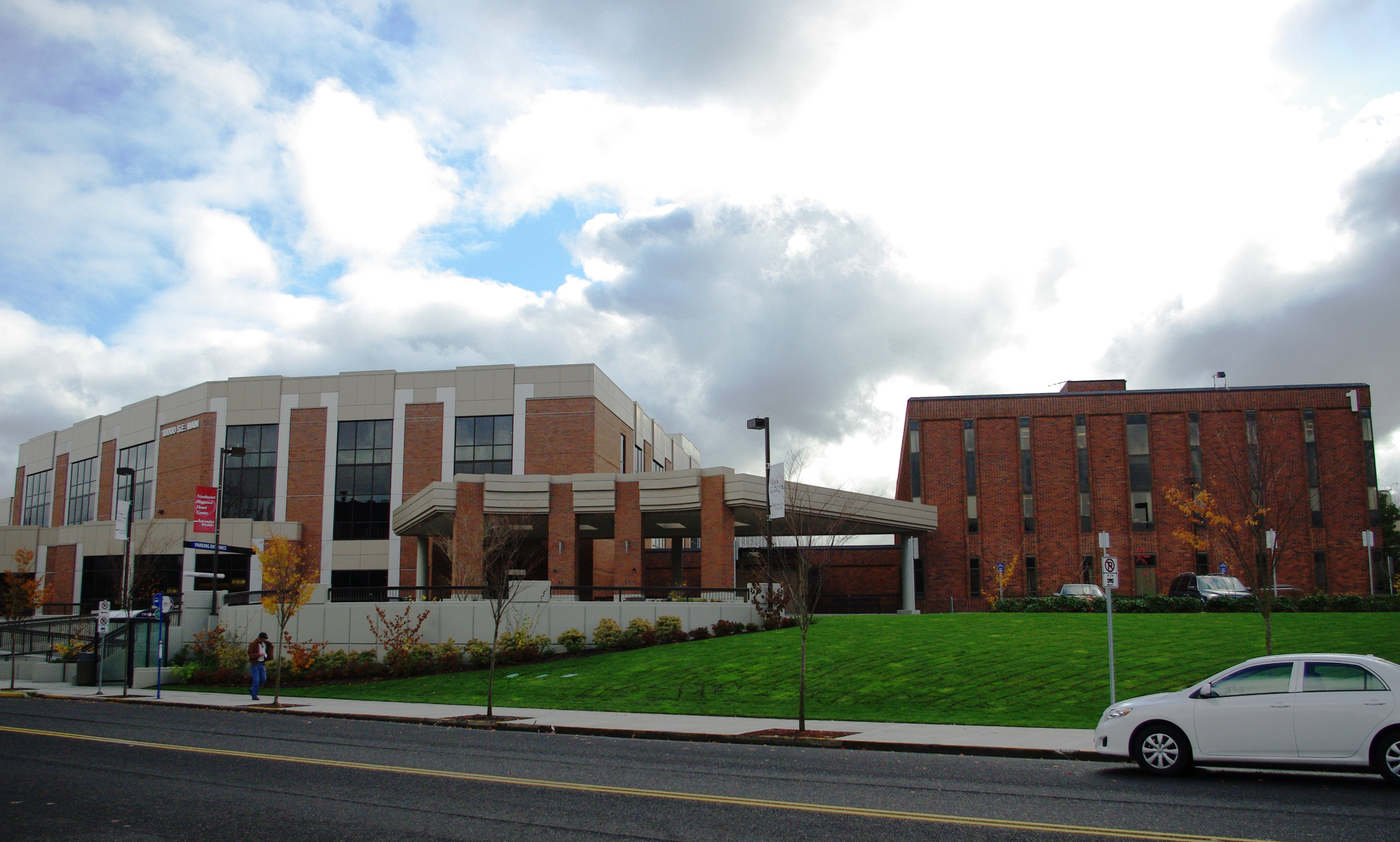
Centre médical adventiste, Portland, Oregon.

De 1851 à 1940, les adventistes présentèrent leur message oralement ou par écrit en 824 langues dans 412 pays et îles. Entre 1901 et 1960, ils envoyèrent 9150 missionnaires à travers le monde. Jusqu'à la première moitié du XXe siècle, les publications furent pratiquement le seul mode de communication des adventistes. L'Église adventiste soutient aujourd'hui environ 1000 missionnaires. Mais la définition de la mission a évolué sur la forme, la durée et le type de personnel. Aujourd'hui, les missionnaires adventistes sont originaires de partout et vont partout à travers le monde. En raison des moyens modernes de communication et des transports rapides, la durée moyenne de leur séjour hors de leur pays d'origine est plus courte qu'auparavant. Atteindre les mégalopoles, non les populations des jungles, sont de plus grands défis aujourd'hui.
En 1990, l'Église adventiste démarra " Mission globale ", un programme qui s'inspirait des principes du mouvement protestant de la « croissance de l'Église » lancée par les recherches du missiologue Donald A. McGavran, qui enseigna au séminaire protestant de théologie Fuller. Celui-ci identifia les facteurs sociaux et culturels qui étaient des obstacles à la réception de l'évangile.

## Organisations

### Mission adventiste
Afin de mieux collaborer sur des projets et des initiatives, et de mieux coordonner les activités missionnaires de l'Église adventiste du septième jour, le bureau de " Mission adventiste " fut officialisée durant l'assemblée mondiale de la Conférence générale à Saint-Louis dans le Missouri en 2005. Cette nouvelle organisation fusionna deux offices : Mission globale et le Bureau de sensibilisation à la mission. Son objectif fut de coordonner et de soutenir certaines activités missionnaires de l'Église adventiste dans le monde entier.
Mission adventiste possède des bureaux de coordination dans les 13 branches régionales de la Conférence générale, et est actif dans plus de 207 pays par l'aide humanitaire d'ADRA, un programme international de volontaires, un vaste système d'éducation et médical, la production de livres et de magazines, les organisations missionnaires et ses centaines de missionnaires cross-culturels au service des populations.

### Centres d'étude de Mission globale
Mission adventiste supervise cinq centres d'étude de Mission globale à différents points du globe. Leur but est d'établir des ponts d'amitié avec les adeptes des grandes idéologies et religions du monde. Les centres d'étude aident les adventistes à comprendre les croyances et les cultures des religions non chrétiennes.
- Centre d'étude du sécularisme et du postmodernisme - St Albans, Royaume-Uni.
- Centre mondial de l'amitié adventiste-juive - Jérusalem, Israël.
- Centre d'étude du bouddhisme - Ayutthaya, Thaïlande.
- Centre d'étude de l'hindouisme - Hosur, Tamil Nadu, Inde.
- Centre global des relations adventistes et musulmanes - Université Andrews, Berrien Springs, Michigan, États-Unis.

### Centres de formation de missionnaires
Les centres de formation de missionnaires organisent des programmes de formation à travers le monde. En 1966, l'anthropologue hollandais Gottfried Oosterwal et le missiologue sud-africain Russell Staples fondèrent l'Institut adventiste de la mission mondiale, basée à l'université Andrews, pour mieux former les missionnaires adventistes.
- Institut de la mission mondiale - Université Andrews, Berrien Springs, Michigan, États-Unis.
- Global Partnerships - Partenaires globaux, Université Andrews, Berrien Springs, Michigan, États-Unis.

### Organisations missionnaires
- Adventist Frontier Missions - Mission adventiste à la frontière (longues missions), revue : Adventist Frontiers
- Adventist Missionary Volunteering - Volontariat missionnaire adventiste (courtes missions).
- Adventist Volunteer Service - Service adventiste de volontaires (longues et courtes missions), revue : Mission Post
- Adventist World Aviation - Aviation adventiste mondiale (soutien logistique des missionnaires).
- Global Adventist Mission - Mission globale adventiste (courtes missions).
- Maranatha Volunteers International - Volontaires de Maranatha International (courtes missions, constructions).
- Mission Finder - Annuaire missionnaire (missions pour étudiants dans le médical).
- One Mission - Une mission (courtes missions).
- Outpost Centers International - Avant-postes international (longues missions), revue : OCI Reports.
- Share Him - Partagez-le (courtes missions).